# Electrophaes interruptata
Electrophaes interruptata är en fjärilsart som beskrevs av Adrian Hardy Haworth 1802. Electrophaes interruptata ingår i släktet Electrophaes och familjen mätare. Inga underarter finns listade i Catalogue of Life.